# Deficiència de vitamina B₁₂
La carència o deficiència de vitamina B₁₂ és una reducció de la vitamina B₁₂ de la ingesta inadequada o una absorció reduïda. La condició és sovint asimptomàtica, però també pot presentar-se com anèmia caracteritzada per glòbuls ampliada amb canvis característics en els neutròfils, coneguda com l'anèmia megaloblàstica.
La deficiència dels casos greus poden potencialment causar dany greu i irreversible al sistema nerviós, incloent la degeneració subaguda combinada de la medul·la espinal.
L'anèmia es creu que és deguda a problemes en la síntesi d'ADN, en particular en la síntesi de timina, que és dependent dels productes de la reacció de MTR. Altres tipus de cèl·lules de la sang com els glòbuls blancs i plaquetes sovint són també baixos. Examen de la medul·la òssia pot mostrar l'hemopoesi megaloblàstica. L'anèmia respon completament a la vitamina B₁₂, els símptomes neurològics (si s'escau) responen en part o totalment, depenent de la severitat i la durada prèvia.

## Signes i símptomes
La deficiència de vitamina B₁₂ pot conduir a l'anèmia per deficiència de vitamina B₁₂ i a una disfunció neurològica. Una deficiència lleu pot no causar cap símptoma perceptible, però a mesura que la deficiència es fa més significativa poden aparèixer símptomes d'anèmia com, per exemple, debilitat, fatiga, marejos, batec ràpid del cor, respiració ràpida i color pàl·lid de la pell. També pot causar blaus o sagnat fàcil, incloent sagnat de les genives. Efectes secundaris gastrointestinals, incloent dolor en la llengua, malestar estomacal, pèrdua de pes i diarrea o restrenyiment. Si la deficiència no es corregeix, poden aparèixer danys en les cèl·lules nervioses. Si això succeeix, la deficiència de vitamina B₁₂ pot causar formigueig o entumiment de les mans i els peus, dificultat per caminar, canvis d'humor, depressió, pèrdua de memòria, desorientació i, en casos greus, demència.
El principal síndrome de deficiència de vitamina B₁₂ és l'anèmia perniciosa. Es caracteritza per una tríada de símptomes:
- Anèmia amb promegaloblastosi de la medul·la òssia (anèmia megaloblàstica). Això és degut a la inhibició de la síntesi d'ADN (específicament de purines i timidina)
- Símptomes gastrointestinals: alteració de la motilitat intestinal, com diarrea lleu o restrenyiment, i pèrdua del control de la bufeta o dels intestins.[2] Aquests es creu que són a causa de la síntesi d'ADN defectuós que inhibeixen la replicació en un lloc amb una alta rotació cel·lular. Això també pot ser a causa de l'atac autoimmune sobre les cèl·lules parietals de l'estómac en l'anèmia perniciosa. Hi ha una associació amb la síndrome l'èctasi vascular antral gàstrica i l'anèmia perniciosa.[3]
- Símptomes neurològics: Deficiències sensorials o motores (absència de reflexos, disminució de vibració o de sensació de tacte suau), la degeneració combinada subaguda de la medul·la espinal, convulsions,[4][5][6][7] o fins i tot poden estar presents símptomes de demència[8] i/o altres símptomes psiquiàtrics. La presència de símptomes sensorials-motors perifèrics o degeneració combinada subaguda de la medul·la espinal suggereix fortament la presència d'una deficiència de B₁₂ en lloc de la deficiència de folat. L'àcid metilmalònic, si no es manegen correctament B₁₂, roman en la beina de mielina, causant fragilitat. Demència i la depressió s'han associat amb aquesta deficiència, així, possiblement de la subproducció de metionina a causa de la incapacitat per convertir l'homocisteïna en aquest producte. La metionina és un cofactor necessari en la producció de diversos neurotransmissors.

Cada un d'aquests símptomes pot ocórrer ja sigui sol o juntament amb d'altres. El complex neurològic, definit com a mielosi funicular, consta dels següents símptomes:
- Alteració de la percepció del tacte profund, pressió i vibració, la pèrdua del sentit del tacte, parestèsies molt molestes i persistents
- Atàxia de tipus dorsal d'acord
- Disminució o pèrdua dels reflexos tendinosos profunds dels músculs
- Aparició de reflexos patològics - Babinski, Rossolimo i altres, també parèsia severa

La deficiència de vitamina B₁₂ pot causar danys greus i irreversibles, especialment en el cervell i el sistema nerviós. Aquests símptomes de dany neuronal poden no revertir després de la correcció de les anormalitats hematològiques, i la possibilitat de reversió completa de la clínica disminueix amb la durada de la presència del símptomes neurològics.
També s'ha relacionat la deficiència de vitamina B₁₂ amb el tinnitus.

### Psicològics
La deficiència de vitamina B₁₂ també pot causar símptomes de mania i psicosi, fatiga, pèrdua de memòria, canvis irritabilitat, depressió, atàxia, i canvis en la personalitat. En els nens els símptomes inclouen irritabilitat, falta de creixement, apatia, anorèxia, i regressió del desenvolupament.

## Causes
- Ingesta inadequada de vitamina B₁₂. La vitamina B₁₂ es produeix en productes d'origen animal (ous, carn, llet) i les investigacions recents indiquen que també pot ocórrer en algunes algues, com ara Chlorella[17][18][19] i Susabi-nori (Porphyra yezoensis).[20][21] La B₁₂ aïllada de cultius bacterians també s'afegeix a molts aliments fortificats, i està disponible com un suplement dietètic.[22] Els vegans, així com els vegetarians, però en un grau menor, poden estar en risc de deficiència de vitamina B₁₂ a causa d'una ingesta inadequada de vitamina B₁₂, si no es complementen. No obstant això, la deficiència de vitamina B₁₂ pot ocórrer fins i tot en persones que consumeixen carn, aus i peix.[23] Els nens corren un major risc de deficiència de vitamina B₁₂ a causa d'una ingesta dietètica inadequada, ja que tenen una menor reserva de la vitamina i una necessitat relativament més gran per caloria de vitamina.
- Mala absorció selectiva de vitamina B₁₂ a causa de la deficiència de factor intrínsec. Això pot ser causat per la pèrdua de cèl·lules parietals gàstriques en la gastritis atròfica crònica (en aquest cas, l'anèmia megaloblàstica resultant porta el nom de "anèmia perniciosa"), o pot ser resultat de la resecció quirúrgica àmplia d'estómac (per qualsevol raó), o per causes hereditàries rares de la síntesi defectuosa del factor intrínsec.
- L'alteració de l'absorció de la vitamina B₁₂ en el context d'una síndrome de malabsorció o de mala digestió. Això inclou qualsevol forma de dany estructural o de resecció quirúrgica àmplia de l'ili terminal (el lloc principal d'absorció de la vitamina B₁₂).
- Formes de aclorhídria (incloent la induïda artificialment per fàrmacs com els inhibidors de la bomba de protons i antagonistes dels receptors d'histamina 2) poden causar problemes d'absorció de B₁₂ dels aliments, ja que es necessita l'àcid per separar la B₁₂ de les proteïnes dels aliments i de les proteïnes d'unió salivals.[24] Es creu que aquest procés va sent la causa més comuna d'una B₁₂ baixa en la gent gran, que sovint tenen algun grau de aclorhídria sense ser formalment baix el factor intrínsec. Aquest procés no afecta l'absorció de petites quantitats de B₁₂ en suplements com multivitaminas, ja que no s'uneix a proteïnes, com és la vitamina B₁₂ en els aliments.[25]
- L'extirpació quirúrgica de l'intestí prim (per exemple en la malaltia de Crohn), de manera que el pacient es presenta amb síndrome de l'intestí curt i és incapaç d'absorbir la vitamina B₁₂. Això pot ser tractat amb injeccions regulars de vitamina B₁₂.
- L'ús a llarg termini de ranitidina pot contribuir a la deficiència de vitamina B₁₂.
- La metformina per a la diabetis pot interferir en l'absorció dietètica de vitamina B₁₂.[26]
- La desnutrició de l'alcoholisme.